# وبر (دهانه)
وبر یک دهانه برخوردی در ماه‌ است.

## دهانه‌های اقماری
این دهانه ۱ دهانه اقماری دارد.
| Weber | عرض جغرافیایی | طول جغرافیایی | قطر          |
| ----- | ------------- | ------------- | ------------ |
| N     | ۴۹.۲° N       | ۱۲۳.۶° W      | ۲۱.۰ کیلومتر |